# Viviane Jungblut
Viviane Eichelberger Jungblut (Porto Alegre, 29 de junio de 1996) es una nadadora brasileña. 

## Carrera
En los Juegos Olímpicos de la Juventud de Nankín 2014, terminó quinta en el relevo de 4 × 100 metros estilo libre, novena en los 400 metros estilo libre y 11ª en los 800 metros estilo libre.
En septiembre de 2016, en el Trofeo José Finkel (curso corto), batió el Récord Sudamericano en 400 m libre, con un tiempo de 4:03.68, y batió el récord brasileño en 800 m libre, con un tiempo de 8:19.57.
En el Campeonato Mundial de Natación en Piscina Corta de 2016 en Windsor, Canadá, terminó 11.º en 800 metros libre y 18.º en 400 metros libre.
En la Universiada de 2017, terminó 4ª en el maratón de 10 kilómetros, 6ª en los 1500 metros libre (rompiendo el récord brasileño, con un tiempo de 16:22,48) y 8ª en el relevo 4 x 200 metros libre.
En el Campeonato Mundial de Natación de 2017 en Budapest, terminó sexta en el equipo de natación en aguas abiertas y 12ª en los 10 km femeninos.
En el Campeonato Pan-Pacífico de Natación de 2018 en Tokio, Japón, terminó 11º en los 10 kilómetros en aguas abiertas.
El 25 de agosto de 2016, en el Trofeo José Finkel (campo corto), batió el Récord de Brasil en los 1.500 m libre, con un tiempo de 16:03.29. Ganó el Trofeo José Finkel 2018 en los 1500 metros libre.
En el Campeonato Mundial de Natación de 2019 en Gwangju, Corea del Sur, terminó cuarta en el equipo de natación en aguas abiertas, 12ª en el maratón de 10 km, 21ª en el maratón de 5 km, 19ª en los 800 metros estilo libre y 20ª en los 1500 metros estilo libre.
En los Juegos Panamericanos de 2019 celebrados en Lima, Perú, ganó dos medallas de bronce, en maratón 10 kilómetros y en 800 metros libre. También terminó sexta en los 400 metros libre.
En los Juegos Olímpicos de 2020 ocupó el puesto 20 en 1500 m estilo libre y el 24 en 800 m estilo libre.
En los Juegos Panamericanos de 2023 celebrados en Santiago, Chile, Jungblut ganó 3 medallas de bronce, en 800 m estilo libre, 1500 m estilo libre y en 10 km maratón acuático.